# Plazoleta Isla El Muerto

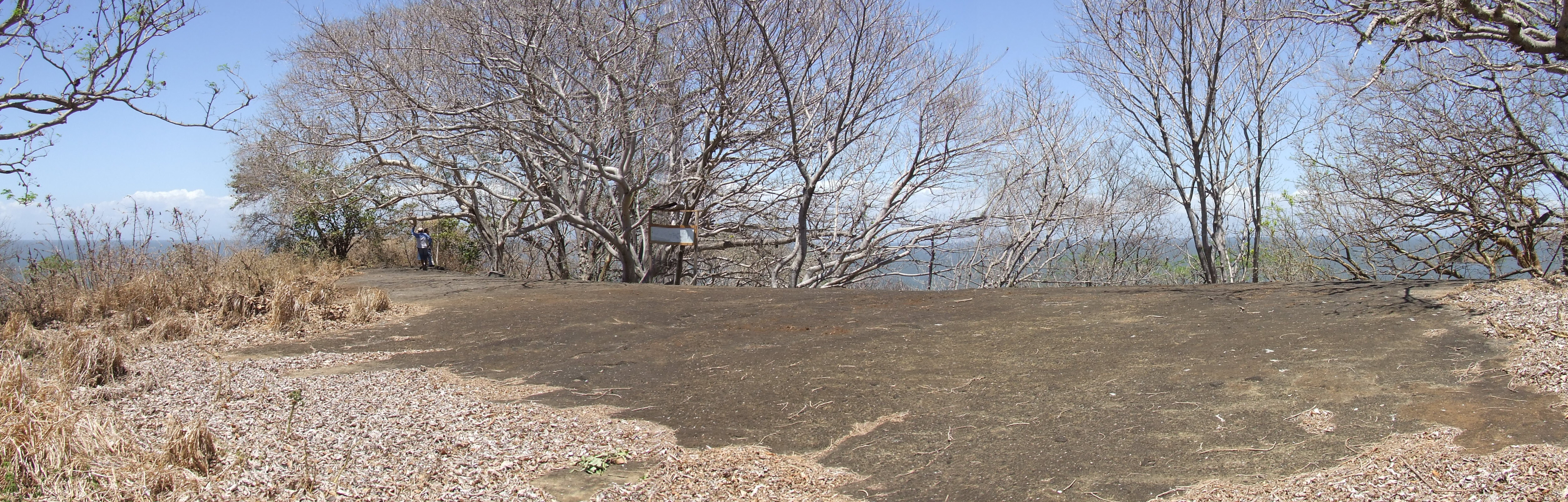
Vista panorámica de la Plazoleta de la Isla El Muerto

La Plazoleta de la Isla El Muerto es un sitio de arte rupestre con grabados que se ubica en el departamento de Granada, frente a la bahía de Santa María, a 500 metros al noroeste de la isla Zapatera, en el gran lago de Nicaragua.  

## Historia de su descubrimiento
La isla El Muerto, propiedad privada, es la isla más grande del archipiélago de Zapatera, con sus 24 manzanas (17,5 ha) . La isla Zapatera es mencionada desde los cronistas Fernández de Ovideo y Torquemada, sin embargo, sus vestigios arqueológicos se conocieron con la amplia divulgación de la publicación del diplomático norteamericano Ephraim George Squier, titulada Nicaragua: its People, Scenery, Monuments, and the Proposed Interoceanic Canal , publicada en Nueva York en 1852. La información que se encuentra en el libro de Squier permite a [Karl Bovallius], zoólogo de la Universidad Sueca de Uppsala, ubicar y visitar el sitio. En 1886, publica en su libro Nicaraguan Antiquities, 11 dibujos de la Plazoleta y cinco otros grabados costeros de la isla “El Muerto”. 
Meyer, Flint, Lehmann, Rongier y Pardinas son otros estudiosos que visitan el sitio en el siglo XIX. En esta época, se conocía la isla con el nombre de La Ceiba y también tuvo el nombre de isla de Piedra Grande. 
Durante el siglo XX, varios científicos visitaron la isla El Muerto y el sitio de la Plazoleta que se encuentra en su cumbre a 73 metros de altura, ellos emitieron hipótesis sobre su significado y su temporalidad. Es posible citar Thornsquist, Hildeberto Maria (Matillo Vila), Olsen-Bruhns, Holguin y Navarro.

## Cronología de las manifestaciones gráficas rupestres
Respecto a la cronología de los grabados, varios autores como Pardinas, Wilson y Martínez (1981), Martínez y Navarro (1983), Baltonado, Holguin (1986) y Navarro (1996 y 2007), piensan que se ubican en el período Policromo Medio (800-1350 ). Esta afirmación corresponde con las observaciones de Navarro (1996), respecto a la asociación de grabados con cerámica del mismo período, en el Archipiélago de Zapatera. Según Pardinas, las manifestaciones gráficas rupestres fueron realizados por los chorotegas, lo que corresponde con la cronología propuesta precedentemente (Navarro 1996). Sin embargo, en el último trabajo sobre ese tema, se revisan actualizan y sintetizan los materiales arqueológicos de la isla (Navarro 2007a); considerando la presencia de cuentas de vidrio colonial en los hallazgos de Meyer, Flint y Rongier se amplía la ocupación de isla al periodo colonial (Navarro 2007: 179). O sea que hay evidencias científicas de ocupación en esa isla, entre el 800 y el 1600 d.C. 

## Estado de conservación
El impresionante tamaño del afloramiento de toba arenisca, con una superficie grabada de 50 metros de largo y 15 metros de ancho, y su ubicación en el paisaje, en la cumbre de la isla, no deja de impactar al visitante. Además, la cantidad de grabados (se contabilizaron 90) (Costa et al. 2009), su calidad, su diversidad de ejecución y su ubicación en un solo bloque de roca de dimensiones espectaculares, hacen de la Plazoleta, un sitio excepcional en [Centroamérica] y es parte del [Parque nacional Zapatera]. Por su estado de conservación, aparece en un informe sobre monumentos y sitios en peligro del [ICOMOS] (Consejo Internacional de Monumentos y Sitios) redactado en 2001, así como en otros reportes nacionales como Holguin (1983), Molina (s.f) y Navarro (2007b). El peligro inmediato que corre la roca, es el desprendimiento de grandes bloques de roca con grabados. En efecto, la parte Este de la roca esta en voladizo en razón del socavamiento producido por la erosión de las aguas durante la temporada de lluvias. El propio peso de la roca causa tensiones estructurales en ella, las cuales pueden ser amplificadas en caso de vibraciones producidos por los movimientos sísmicos. En la génesis de la roca -siendo el producto de la consolidación de capas de cenizas proviniendo de erupciones volcánicas sucesivas-, existe una falta de homogeneidad entre las capas. Esta característica facilita el desprendimiento progresivo de los bloques cuando se socava el suelo debajo de la roca. El voladizo ejerce además fuerzas que son la causa de deformaciones, grietas y fracturas.

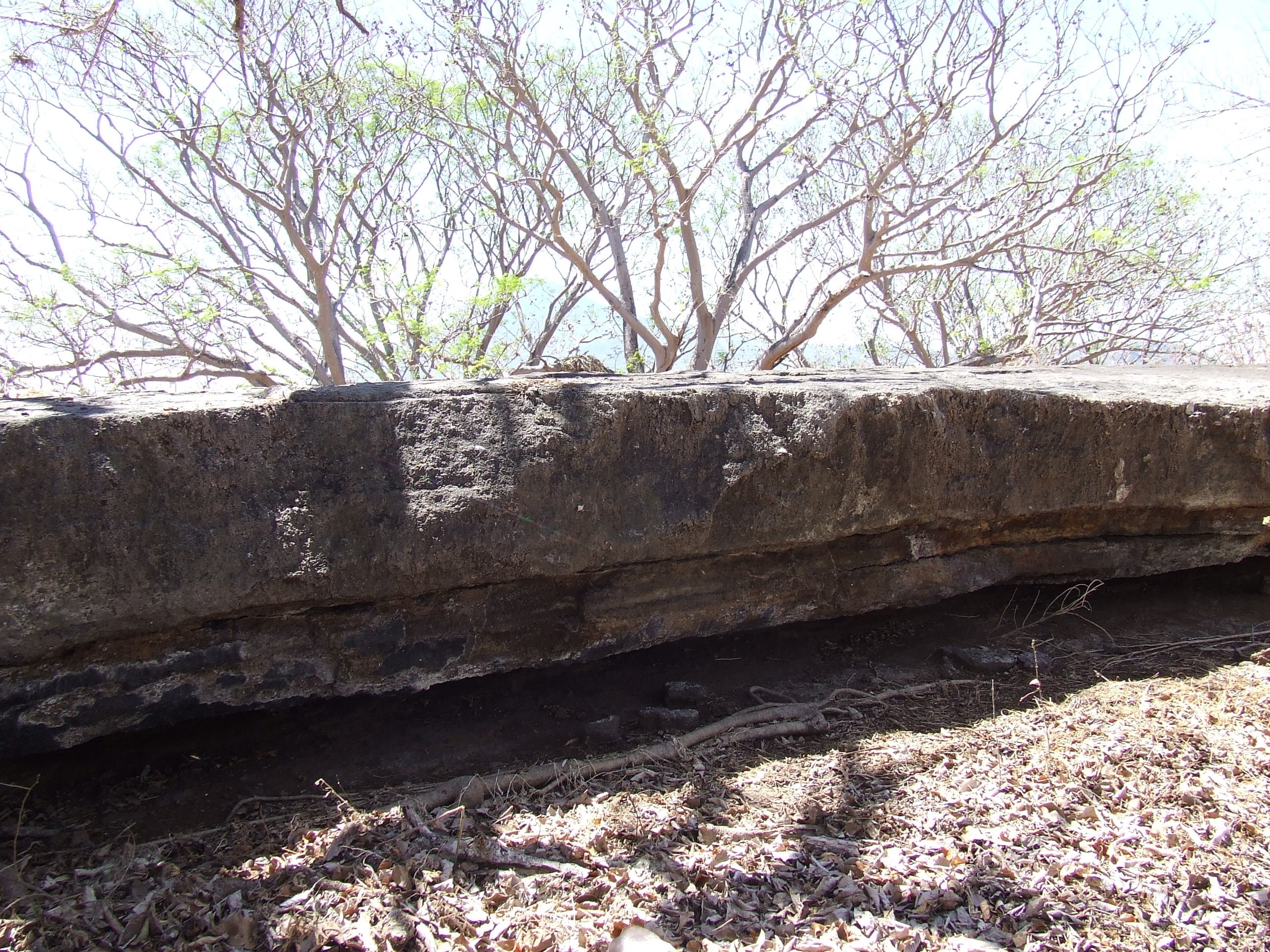
Vista del voladizo de la Plazoleta

## Las manifestaciones gráficas rupestres
Los grabados son definidos por [surcos] de profundidad variable, de hasta 3 cm de profundidad y 3 cm de ancho. La mayoría consisten en figuras [antropomorfas] estilizadas cuyos rostros y cuerpos son sencillos; tres círculos conforman los ojos y la boca, a veces la nariz es sugerida por una línea vertical. Las manos y los pies son también sugeridos de forma sencilla por un círculo, un perfil o líneas radiantes. En particular, denotan la figura de un nadador y posibles gemelos. Los personajes son orientados siempre la cabeza hacia el oriente menos un personaje, el antropomorfo más grande con más de 2 metros de alto, al extremo sur de la roca, cuya cabeza esta hacia al oeste. A parte de los motivos antropomorfos, existen representaciones [zoomorfas] de aves (un posible pavo), pescados, posibles tortugas y monos; la [fauna] es en parte conectada con el entorno lacustre del sitio. Los motivos no figurativos son también muy presentes, como espirales, cruces y motivos de cuadrículas. Un poco más de 10 [cúpulas] profundas y anchas (cerca de 20 cm de diámetro por 20 cm de profundidad), son diseminadas en la roca. Probablemente han servido en colectar algún líquido durante la práctica de rituales. Además, algunos surcos parecen tener por función guiar un fluido de un punto a otro de la roca. Actualmente, las personas que enseñan el sitio suelen llenar los canales de los grabados con agua para resaltar los motivos. 

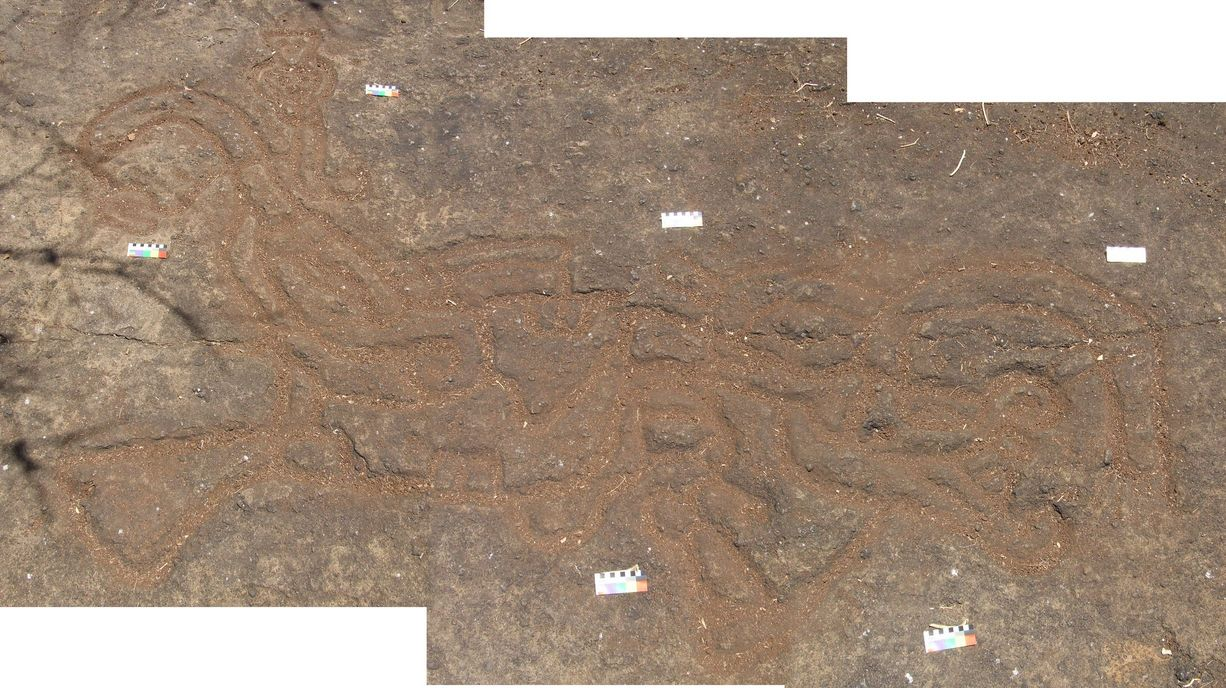
Grabado de un personaje en la Plazoleta

Respecto a las interpretaciones de los motivos Bovallius afirma que las cruces concéntricas de la isla El Muerto son representaciones de [Tláloc], Dios de la lluvia y de la fertilidad y según sus informantes indígenas, la figura "F" es un cacique o sumo sacerdote (Bovallius 1977: 268). Esto es coincidente con la interpretación de Navarro (1996:137) que propone “una escena de sacrificio, en donde ese personaje porta máscara, cuchillo y parece disponerse a sacrificar al individuo que está a su lado, el cual tiene dos líneas señalando su pecho. Newton Baldonado Pallais, de la [Academia de Geografía e Historia de Nicaragua] (2005:20), expone que debido a la orientación de ciertos grabados que apuntan durante la salida del sol los [equinoccios] y [solsticios], es posible que el sitio hubiera sido un [observatorio astronómico].

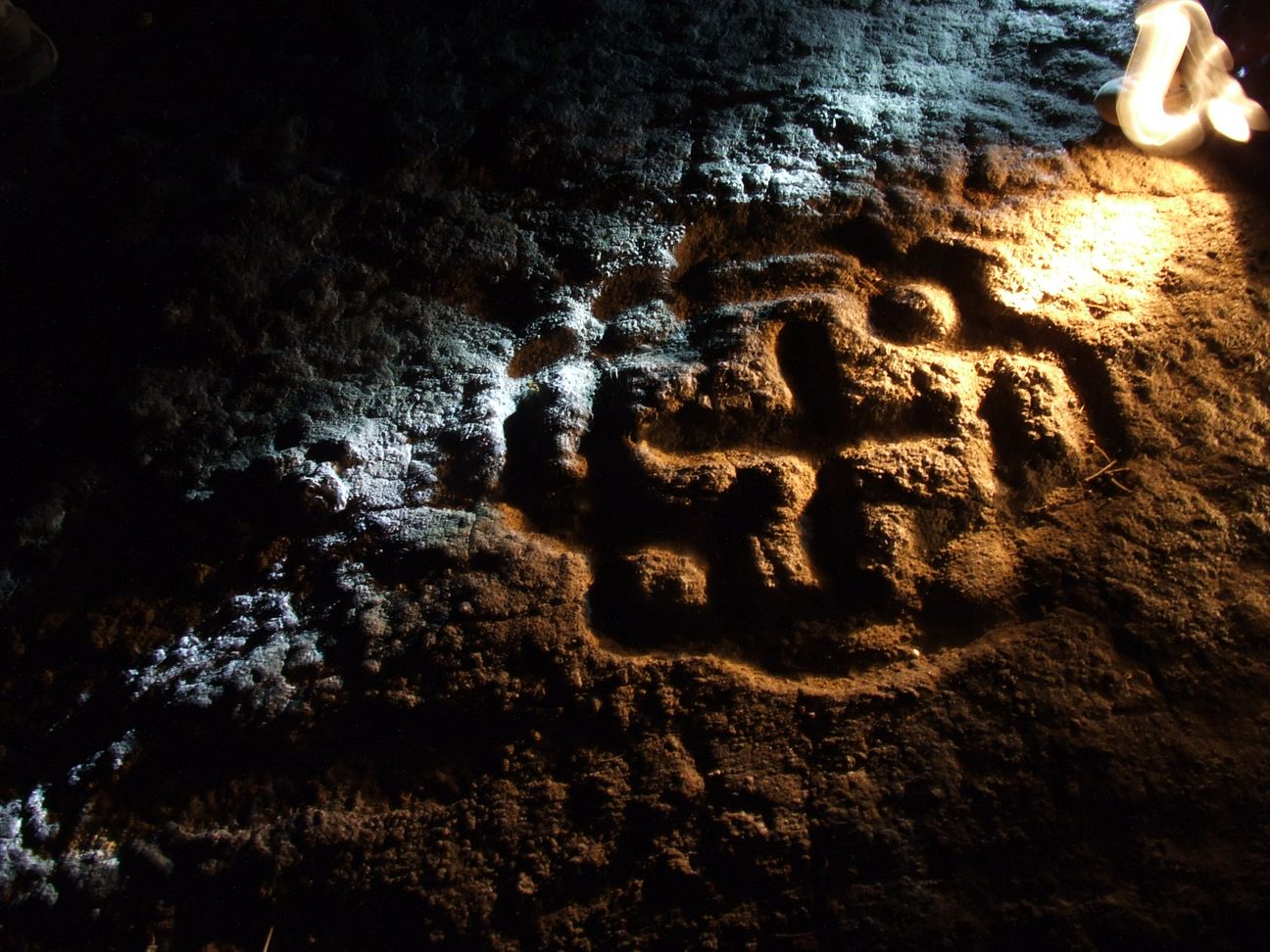
Foto nocturna de un grabado de una cruz en la Plazoleta

## La Isla El Muerto y su posible desarrollo turístico
A parte de la Plazoleta, la Isla El Muerto presenta una concentración excepcional de vestigios arqueológicos, lo que contrasta con su relativa escasez de estudios. Es necesario la realización de más investigaciones, con el fin de mejorar la comprensión del pasado de la Isla. Sobre la protección y de la conservación, varios estudios fueron llevados a cabo como los de Migeon (2001) y Molina (s.f.) en cooperación con el [Instituto Nicaragüense de Cultura (INC). Sin embargo, la falta de fondos impidió concretar medidas de conservación. 
En este sentido, la educación de las poblaciones locales y la concientización de las empresas turísticas es indispensable así como la protección legal que debe ser aportada por los responsables del Municipio. Aunque El Muerto es propiedad privada, todos somos herederos y garantes de la conservación de un sitio tan importante como la Isla El Muerto. En 2009, se realizó un último estudio pluridisciplinario con fines de conservación en cooperación entre el Instituto Nicaragüense de Cultura, la [Fundación Zapatera] y el [Centro Francés de Estudios Mexicanos y Centroamericanos] (Costa, Buitrago y Gómez 2009). 